# Sannyâsa

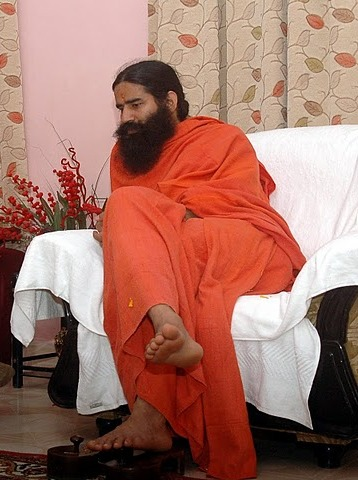
La robe orange du Sannyasin

Sannyāsa ou saṃnyāsa (devanāgarī : संन्यास), de sam = complet et nyasa = soumission ou abandon, est un mot sanskrit généralement traduit par « renonciation ». C'est le renoncement à l’ego, aux notions de « je » et de « mien »,.
Le sannyāsa désigne, dans la tradition du sanātana dharma (hindouisme), le renoncement au monde. Il s'agit du quatrième stade (ashrama) de la vie brahmanique où les désirs et les attachements sont brûlés dans le feu de la connaissance, symbolisé par la robe orange que porte le sannyāsin (renonçant).
L’introduction formelle à la vie du sannyāsa est habituellement confirmé par le maître spirituel (guru) au cours d’une cérémonie d’initiation monastique, le sannyāsa dīkshā.

## Bhagavad-Gita
Dans la Bhagavad-Gita (chapitre XVIII), il est fait une distinction entre sannyāsa et tyāga (en). Arjuna demande à Krishna : « Je voudrais connaître, ô guerrier au bras puissant, le principe de sannyâsa et le principe de tyâga, ô Hrishîkesha, et leur différence, ô Keshinisûdana. » ; ce dernier lui répond : « Des sages ont appelé sannyâsa l'abandon matériel d'actions entachées de désir ; tyâga est le nom que ceux qui s'adonnent à l'entier abandon de tout attachement obstiné au fruit des œuvres. »

Aurobindo commente ainsi la différence : « La dernière question d’Arjuna est pour réclamer une distinction claire entre la renonciation extérieure et la renonciation intérieure, sannyâsa et tyâga. La répétition fréquente, l’insistance réitérée de la Gîtâ sur cette distinction capitale a été amplement justifiée par l’histoire ultérieure de l’esprit indien, sa constante confusion de ces deux choses très différentes et sa forte tendance à rabaisser le genre d’activité que la Gîtâ préconise, le considérant, tout au plus, comme un simple préliminaire à la suprême inaction du sannyâsa. De fait, quand on parle de tyâga, de renonciation, c’est toujours de la renonciation matérielle, de la renonciation au monde qu’il s’agit ou du moins sur quoi l’on insiste ; tandis que la Gîtâ adopte absolument la conception opposée : le vrai tyâga a pour base l’action et la vie dans le monde et non pas la fuite au monastère, dans la caverne ou au sommet de la montagne. Le vrai tyâga est action avec renonciation au désir, et tel est aussi le vrai sannyâsa. »